# مثنى غرايبة
مثنى حمدان عليان غرايبة (18 أكتوبر 1980- ) مهندس وسياسي أردني شغل منصب وزير الاستثمار في حكومة جعفر حسان منذ تشكيلها في 18 سبتمبر 2024 ولغاية التعديل الوزاري الأول في 6 أغسطس 2025، وشغل منصب وزير الاقتصاد الرقمي والريادة في الأردن ضمن التشكيلة الوزارية لحكومة عمر الرزاز منذ 14 يونيو 2018 وحتى رحيل الحكومة في 12 أكتوبر 2020، أنضم إلى الفريق الحكومي منذ اليوم الأول لتشكيل الحكومة، كانت الوزارة تعرف سابقا باسم وزارة الاتصالات وتكنولوجيا المعلومات، إلى أن تغير أسم الوزارة في التعديل الوزاري الثالث للحكومة بتاريخ 9 مايو 2019 ليصبح «وزارة الاقتصاد الرقمي والريادة».

## المؤهلات العلمية[3]
- خريج جامعة اليرموك في هندسة الاتصالات 2003.[4]
- التحق بدورة للقيادة في معهد Aspen  في الولايات المتحدة الأمريكية
- التحق ببرنامج للتعليم التنفيذي للتنمية الاقتصادية في جامعة هارفارد
- شارك في برنامج الزيارة للقيادات الشابة للاتحاد الأوروبي في بروكسل وستراسبورغ.
- التحق بعدة دورات تقنية ودورات للقيادة خلال عمله في شركة أريكسون في عدة بلدان في العالم.

## أهم المناصب التي شغلها[3]
1. قاد مكتب شركة إريكسون العالمية المزودة لأنظمة وحلول الاتصالات في الأردن. وكان مسؤولا عن عدة مشاريع للتحول الرقمي وبناء وتحديث البنية التحتية في شركات الاتصالات وعمل على إدارة مشاريع واستثمارات بقيمة 15-20 مليون دولار سنوياً كما عمل مع شركة إريكسون في عدة مشاريع في المنطقة حيث أدار مشروع لتوسعة الاتصالات في الريف السوري بين 2006 و 2008 وفي إطلاق شبكة النورس للاتصالات في سلطنة عمان في 2005-2006. عمل في الوظائف القيادية التالية:
2. كان مسؤولا عن عدة مشاريع للتحول الرقمي وبناء وتحديث البنية التحتية في شركات الاتصالات.

عمل أيضا في الوظائف التالية:
- مهمات قصيرة لتنفيذ مشاريع أو الوصول لاتفاقيات مع شركة إريكسون في العراق ولبنان ومصر وقطر وقبرص وأفغانستان.
- كان من الفريق القيادي شركة إريكسون لبناء شبكة إكسبرس 2003-2004
- انتخب كعضو مجلس إدارة لجمعية الاتصالات وتكنولوجيا المعلومات إنتاج في 2017
- استلم لجنة تطوير بيئة الأعمال في مجلس إدارة إنتاج
- عضو مجلس إدارة في مركز العدل للمساعدة القانونية، جمعية تسعى لتمكين المجتمع قانونياً، تقدم خدمات التوعية والاستشارة لكل أفراد المجتمع والتمثيل القانوني للمستحقين غير القادرين مادياً على توكيل محامين.
- عضو مجلس إدارة منصة «تقدّم للأردن» لأردن ديمقراطي، منفتح، منتج، أخضر، آمن.
- عضو مجلس استشاري لمبادرة أنا أتعلّم الأردن.